# Chloanthoideae
Chloanthoideae é uma subfamília botânica da família lamiaceae constituida por três tribos:
- Tribo Chloantheae™

Gêneros: Newcastelia | Physopsis | Lachnostachys |                              Dicrastylis | Mallophora | Chloanthes™  | Pityrodia |                              Hemiphora | Cyanostegia
- Tribo Prostanthereae

Gêneros: Hemiandra | Hemigenia | Microcorys |                              Westringia | Prostanthera™ | Cryphia | Wrixonia
- Tribo Nesogeneae

Gêneros: Nesogenes™